# Tempo (azienda)
Tempo è la prima marca tedesca per i fazzoletti di carta fondata a Berlino nel 1929 e appartenente alla svedese Essity.

## Storia
Il 29 gennaio del 1929 l'imprenditore ebreo Oskar Rosenfeder, proprietario con il fratello Emil di una piccola cartiera a Norimberga, presentò il marchio di un fazzoletto di carta, "Tempo", all'ufficio brevetti di Berlino. Il marchio fu registrato il 18 settembre del 1929 e pubblicato il 17 ottobre 1929. Per i tempi era una grande innovazione, fino ad allora il naso era soffiato con fazzoletti di stoffa, di lino, anche di cotone, il "Taschentuch". L'origine del marchio "Tempo" si attribuisce al fatto che tale parola, in tedesco, è uno dei modi possibili per esprimere il concetto di velocità, ciò anche in relazione a quello che è stato lo spirito degli anni '20 prima della grande depressione.
Con l'arrivo al potere dei nazisti, per i Rosenfeder cominciarono i guai. Oskar fu denunciato per avere evaso le tasse e condannato ad una multa. Poco dopo i due fratelli furono costretti a cedere per una cifra irrisoria l'azienda e fuggirono nel Regno Unito. Azienda e marchio furono in seguito dati in proprietà all'industriale tedesco Gustav Schickedanz, membro del partito nazista e fondatore della società di vendita per corrispondenza "Quelle". Rapido il successo: già nel 1939 le vendite superarono i 400 milioni di fazzoletti. Non solo fazzoletti bianchi, ma anche blu e rosa.
Nel secondo dopoguerra i fratelli Rosenfeder chiesero un indennizzo per l'espropriazione dell'azienda, Schickedanzi si rifiutò, la causa andò avanti per anni fino a quando gli eredi Rosenfeder ottennero una cifra di 3,2 miliardi di marchi.
Nel dicembre 1993 la statunitense Procter & Gamble acquisì la tedesca Vp Schickedanz con il marchio "Tempo", sbarcando così in Europa.
Nel 2007 altro passaggio di mano: Procter & Gamble cedette la società alla concorrente svedese SCA per 512 milioni di euro.
Nel 2017 SCA decise di dividersi in due: a SCA i prodotti forestali mentre scorporò la divisione igiene e salute, della quale il marchio "Tempo" faceva parte, per essere quotata alla Borsa di Stoccolma come Essity AB.